# Earias perhuegeli
Espèce
Earias perhuegeli est un insecte lépidoptère de la famille des Nolidae vivant dans les deux-tiers nord de l'Australie et dans quelques îles du Pacifique sud.

## Description
Il a une envergure de 20 mm.

## Alimentation
Sa larve se nourrit sur Gossypium australe, Gossypium populifolium, Abutilon otocarpum, Abelmoschus ficulneus, Hibiscus trionum, Hibiscus panduriformis, Alyogyne hakeifolia et Adansonia gregorii, et sur une espèce de cotonnier, Gossypium hirsutum, ce qui en fait un nuisible.

## Synonyme
- Earias huegeliana